# Dimitrios Mougios
Dimitrios Mougios (in greco Δημήτριος Μούγιος?; Amarousio, 13 ottobre 1981) è un canottiere greco, vincitore della medaglia d'argento nel 2 di coppia pesi leggeri a Pechino 2008, assieme a Vasileios Polymeros.

## Palmarès
- Olimpiadi

Pechino 2008: argento nel 2 di coppia pesi leggeri.
- Campionati del mondo di canottaggio

2007 - Monaco di Baviera: argento nel 2 di coppia pesi leggeri.
- Campionati europei di canottaggio

2007 - Poznań: argento nel 2 di coppia pesi leggeri.
2008 - Maratona: oro nel 2 di coppia pesi leggeri.
2009 - Brėst: oro nel 2 di coppia pesi leggeri.